# Animal Crossing: New Horizons
Animal Crossing: New Horizons – gra wideo wydana 20 marca 2020 roku przez Nintendo na konsolę Nintendo Switch.

## Rozgrywka
W Animal Crossing: New Horizons gracz wprowadza się na niezamieszkaną wyspę wraz z kilkoma innymi humanoidalnymi zwierzętami. Celem gry jest jej stopniowe rozbudowywanie. Możliwe jest między innymi wytwarzanie przedmiotów z rzeczy znalezionych na wyspie, łowienie ryb i łapanie owadów.
Czas w grze odpowiada czasowi rzeczywistemu. Możliwy jest też wybór półkuli co wpływa na występowanie pór roku w grze.
Gra wspiera karty i figurki amiibo.

### Gra wieloosobowa
W celu grania przez Internet wymagana jest subskrypcja Nintendo Switch Online. Gra wspiera grę wieloosobową do ośmiu graczy, zarówno przez internet, jak i lokalnie bezprzewodowo. Na jednej konsoli, jednocześnie może grać do czterech graczy.

## Historia
Podczas Nintendo Direct w 2018 roku pokazany został krótki filmik zapowiadający nową grę z serii Animal Crossing. Nie podano wtedy jeszcze jej pełnego tytułu, podano natomiast datę premiery jaką był rok 2019. Pierwszy trailer gry pokazano podczas E3 2019, ujawniono również wtedy pełny tytuł. Poinformowano także o przesunięciu premiery na 20 marca 2020 roku.
5 listopada 2021 roku wydane zostało DLC zatytułowane Happy Home Paradise.

## Odbiór gry

### Sprzedaż
W ciągu sześciu tygodni od premiery sprzedano ponad 13 milionów kopii gry.
Do 31 marca 2022 roku sprzedano 38,64 milionów kopii gry (licząc wersje cyfrowe oraz dołączone do konsoli).

### Nagrody
Podczas The Game Awards 2020 gra otrzymała nagrodę w kategorii Najlepsza gra familijna. Była również nominowana w kategorii Gra roku oraz Najlepsza gra mutiplayer.
W 2021 roku Brytyjska Akademia Sztuk Filmowych i Telewizyjnych przyznała grze nagrodę w kategorii Najlepsza gra wykraczająca poza rozgrywkę oraz Najlepsza gra wieloosobowa. Była też nominowana w kategorii Najlepsza gra, Najlepsza gra rodzinna, Najlepszy projekt gry oraz Gra roku według graczy.